# El Hassania
El Hassania (em árabe: الحسنية) é uma cidade localizada na província de Aïn Defla, no norte da Argélia. Sua população era de 4 037 habitantes, em 2008.